# Palimna fukiena
Palimna fukiena är en skalbaggsart som beskrevs av J. Linsley Gressitt 1951. Palimna fukiena ingår i släktet Palimna och familjen långhorningar. Inga underarter finns listade i Catalogue of Life.